# Indigokronad smaragd
Indigokronad smaragd (Saucerottia cyanifrons) är en fågel i familjen kolibrier.

## Utseende
Indigokronad smaragd är en medelstor kolibri med helgrön kropp. Den har vidare kontrasterande blå hjässa, vita fjädertofsar vid fötterna och rödaktig nedre näbbhalva.

## Utbredning och systematik
Fågeln förekommer  i norra och centrala Colombia. Arten behandlas traditionellt som monotypisk, men vissa behandlar en kolibripopulation kring Volcán de Miravalles i nordvästra Costa Rica som en underart, taxonet alfaroana, endast känd från typexemplaret som samlades in 1895. Birdlife International går ett steg längre och erkänner alfaroana som egen art, "guanacastesmaragd".

### Släktestillhörighet
Indigokronad smaragd placeras traditionellt i släktet Amazilia, men genetiska studier visar att arterna i släktet inte står varandra närmast. Den har därför flyttats tillsammans med flera andra centralamerikanska arter till släktet Saucerottia. BirdLife International och IUCN har dock valt att istället expandera släktet Amazilia till att även omfatta Saucerottia.

## Levnadssätt

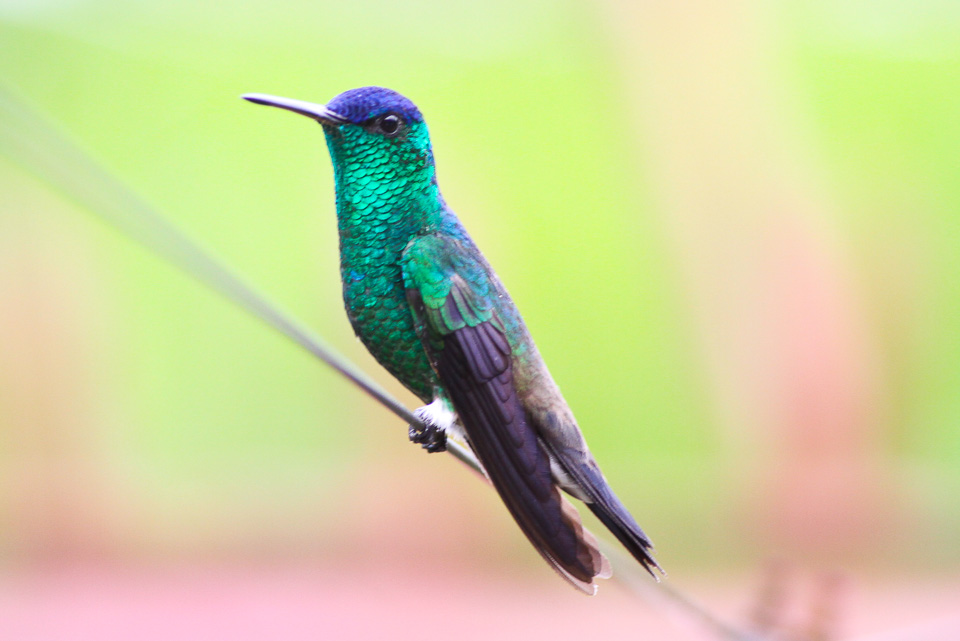

Indigokronad smaragd hittas i låglandet och vid foten av berg (kullar, lägre högland och bergssluttningar, på 400 till 2 000 meters höjd) Den påträffas i skogars mellersta och övre skikt, i skogsbryn och i snåriga trädgårdar. Fågeln besöker också kolibrimatare.

## Status
Internationella naturvårdsunionen IUCN kategoriserar arten som livskraftig, men behandlar alfaroana separat, som akut hotad.